# Мередіт Копіт Левієн
Мередіт Копіт Левієн (англ. Meredith Kopit Levien; нар. 1970/1971) — американська медіаменеджерка, головна виконавча директорка (CEO) The New York Times Company.

## Біографія
Мередіт Копіт народилася в сім'ї Керол та Марвіна Копітів та виросла в Ричмонді, штат Вірджинія. У неї є одна сестра, Барбара. Мередіт закінчила Університет Вірджинії, де отримала спеціалізацію з риторики, і працювала в університетській газеті The Cavalier Daily.
Після університету вона працювала в консалтинговій фірмі The Advisory Board Company, яку заснував Девід Бредлі, а потім у цифровій агенції i33/AppNet. Після того, як Бредлі купив Atlantic Media (видавець The Atlantic), він найняв її в 2003 році на посаду директорки з реклами. У 2006 році Левієн стала першою видавчинею журналу 02138, який належав Atlantic Media.
У квітні 2008 року вона приєдналася до Forbes Media, де керувала журналом Forbes Life. Вона зосередилася на цифровій стороні журналу, що допомогло запобігти збиткам. У 2010 році генеральний директор Тім Форбс призначив її видавчинею групи видань компанії (англ. group publisher). Вона розвинула напрям онлайн-реклами і запровадила проєкт Brandvoice, що дозволяє рекламодавцям створювати власний контент під логотипом Forbes. Цей новий метод реклами, який називають нативною рекламою, піддавався критиці за стирання межі між редакційними матеріалами та рекламою. У 2012 році вона була призначена директоркою з доходів (англ. chief revenue officer) Forbes Media.
У липні 2013 року генеральний директор The New York Times Company Марк Томпсон призначив її керівницею відділу реклами, щоб допомогти зупинити падіння доходів від реклами (які знизилися з піку в 1,3 мільярда доларів у 2000 році до 667 мільйонів доларів у 2013 році). Копіт Левієн переорієнтувала The New York Times на цифровий контент і онлайн-продажі. Вона ввела нативну рекламу у рубриці «Оплачені пости», щоб збільшити доходи від реклами; до клієнтів увійшли Netflix, Chevron, Dell і MetLife.
У квітні 2015 року її підвищили до директорки з доходів The New York Times, відповідальну за всі доходи від реклами та підписок. Вона найняла колишнього керівника Pinterest Девіда Рубіна на посаду керівника бренду газети. Копіт Левієн керувала розвитком першого бренд-маркетингу видання з 2010 року. Вона змінила стратегію продажів реклами компанії з банерної реклами на довгострокові рекламні партнерства. У червні 2017 року її підвищили до головної операційної директорки (англ. chief operating officer) The New York Times ; на цій посаді вона керувала «командами, відповідальними за цифрові продукти, дизайн, аудиторію та бренд, а також дохід від аудиторії і рекламу». Під її керівництвом видання зафіксувало рекордне зростання кількості пдписників.
Вона описувала бізнес-модель компанії як «зробити щось, за що варто заплатити», і змінила модель на бізнес, спрямований безпосередньо на читачів. За словами Левієн, цифрові продукти компанії мають бути «такими ж захоплюючими та неперевершеними, як сама журналістська робота», і вона виступала на захист місцевих новин: за її словами, «якісна, оригінальна, незалежна журналістика на локальному рівні є... основою спільноти, суспільства і, зрештою, демократії». У липні 2020 року було оголошено про призначення її на позицію президента і головного виконавчого директора The New York Times Company з 8 вересня 2020 року. Вона також увійшла до ради директорів компанії.

## Персональне життя
У Мередіт Копіт Левієн є син від Джейсона Левієна; пізніше вони розлучилися.